# Pattinaggio di velocità ai XXIII Giochi olimpici invernali - 500 m femminile
La gara dei 500 metri femminile di pattinaggio di velocità dei XXIII Giochi olimpici invernali di Pyeongchang si è svolta il 18 febbraio 2018 sulla pista dell'ovale di Gangneung a partire dalle ore 20:56 (UTC+9).
La pattinatrice giapponese Nao Kodaira ha conquistato la medaglia d'oro, mentre l'argento e il bronzo sono andati rispettivamente alla sudcoreana Lee Sang-hwa e alla ceca Karolína Erbanová.

## Record
Prima della manifestazione il record del mondo e il record olimpico erano i seguenti:
| Record mondiale | 36"36 | Lee Sang-hwa Corea del Sud | 16 novembre 2013 Salt Lake City, Stati Uniti |
| Record olimpico | 37"28 | Lee Sang-hwa Corea del Sud | 11 febbraio 2014 Soči, Russia                |

Durante la competizione è stato battuto il seguente record:
| Data        | Evento      | Atleta      | Nazione  | Tempo | Record          |
| ----------- | ----------- | ----------- | -------- | ----- | --------------- |
| 18 febbraio | Batteria 14 | Nao Kodaira | Giappone | 36"94 | Record olimpico |

## Risultati
| Pos.    | Batteria | Corsia | Atleta               | Nazione                      | Tempo  | Distacco | Note            |
| ------- | -------- | ------ | -------------------- | ---------------------------- | ------ | -------- | --------------- |
| Oro     | 14       | I      | Nao Kodaira          | Giappone                     | 36"94  | -        | Record olimpico |
| Argento | 15       | O      | Lee Sang-hwa         | Corea del Sud                | 37"33  | +0"39    |                 |
| Bronzo  | 14       | O      | Karolína Erbanová    | Rep. Ceca                    | 37"34  | +0"40    |                 |
| 4       | 16       | I      | Vanessa Herzog       | Austria                      | 37"51  | +0"57    |                 |
| 5       | 11       | O      | Brittany Bowe        | Stati Uniti                  | 37"530 | +0"59    |                 |
| 6       | 4        | I      | Jorien ter Mors      | Paesi Bassi                  | 37"539 | +0"59    |                 |
| 7       | 16       | O      | Angelina Golikova    | Atleti Olimpici dalla Russia | 37"62  | +0"68    |                 |
| 8       | 15       | I      | Arisa Go             | Giappone                     | 37"67  | +0"73    |                 |
| 9       | 13       | I      | Yu Jing              | Cina                         | 37"81  | +0"87    |                 |
| 10      | 13       | O      | Marsha Hudey         | Canada                       | 37"88  | +0"94    |                 |
| 11      | 9        | O      | Heather Bergsma      | Stati Uniti                  | 38"13  | +1"19    |                 |
| 12      | 10       | O      | Kim Hyun-yung        | Corea del Sud                | 38"251 | +1"31    |                 |
| 13      | 11       | I      | Erina Kamiya         | Giappone                     | 38"255 | +1"31    |                 |
| 14      | 12       | O      | Heather McLean       | Canada                       | 38"29  | +1"35    |                 |
| 15      | 8        | I      | Zhang Hong           | Cina                         | 38"39  | +1"45    |                 |
| 16      | 10       | I      | Judith Dannhauer     | Germania                     | 38"534 | +1"59    |                 |
| 16      | 9        | I      | Kim Min-sun          | Corea del Sud                | 38"534 | +1"59    |                 |
| 18      | 12       | I      | Hege Bøkko           | Norvegia                     | 38"538 | +1"59    |                 |
| 19      | 1        | I      | Anice Das            | Paesi Bassi                  | 38"75  | +1"81    |                 |
| 20      | 5        | O      | Tian Ruining         | Cina                         | 38"86  | +1"92    |                 |
| 21      | 8        | O      | Yekaterina Aydova    | Kazakistan                   | 38"96  | +2"02    |                 |
| 22      | 6        | O      | Huang Yu-ting        | Taipei cinese                | 38"98  | +2"04    |                 |
| 23      | 3        | I      | Lotte van Beek       | Paesi Bassi                  | 39"18  | +2"24    |                 |
| 24      | 2        | O      | Erin Jackson         | Stati Uniti                  | 39"20  | +2"26    |                 |
| 25      | 4        | O      | Kaja Ziomek          | Polonia                      | 39"26  | +2"32    |                 |
| 26      | 7        | I      | Yvonne Daldossi      | Italia                       | 39"28  | +2"34    |                 |
| 27      | 2        | I      | Ida Njåtun           | Norvegia                     | 39"33  | +2"39    |                 |
| 28      | 7        | O      | Elina Risku          | Finlandia                    | 39"36  | +2"42    |                 |
| 29      | 6        | I      | Francesca Bettrone   | Italia                       | 39"52  | +2"58    |                 |
| 30      | 5        | I      | Kseniya Sadouskaya   | Bielorussia                  | 39"64  | +2"70    |                 |
| 31      | 3        | O      | Alexandra Ianculescu | Romania                      | 40"70  | +3"76    |                 |